# Lengyelország az 1952. évi nyári olimpiai játékokon
Lengyelország a finnországi Helsinkiben megrendezett 1952. évi nyári olimpiai játékok egyik részt vevő nemzete volt. Az országot az olimpián 11 sportágban 125 sportoló képviselte, akik összesen 4 érmet szereztek.

## Érmesek
| Érem  | Versenyző         | Sportág   | Versenyszám  |
| ----- | ----------------- | --------- | ------------ |
| Arany | Zygmunt Chychła   | Ökölvívás | Váltósúly    |
| Ezüst | Aleksy Antkiewicz | Ökölvívás | Könnyűsúly   |
| Ezüst | Jerzy Jokiel      | Torna     | Férfi talaj  |
| Bronz | Teodor Kocerka    | Evezés    | Egypárevezős |

## Atlétika
Férfi
| Versenyző                                                     | Versenyszám     | Előfutam | Előfutam | Előfutam | Negyeddöntő      | Negyeddöntő      | Negyeddöntő      | Elődöntő | Elődöntő | Elődöntő | Döntő     | Döntő    |
| Versenyző                                                     | Versenyszám     | Idő      | Hely.    | Össz.    | Idő              | Hely.            | Össz.            | Idő      | Hely.    | Össz.    | Idő       | Helyezés |
| ------------------------------------------------------------- | --------------- | -------- | -------- | -------- | ---------------- | ---------------- | ---------------- | -------- | -------- | -------- | --------- | -------- |
| Emil Kiszka                                                   | 100 m           | 11,13    | 3.       | 26.*     | kiesett          | kiesett          | kiesett          | kiesett  | kiesett  | kiesett  | kiesett   | kiesett  |
| Roman Budzyński                                               | 200 m           | 23,37    | 2.       | 66.*     | 22,51            | 6.               | 31.              | kiesett  | kiesett  | kiesett  | kiesett   | kiesett  |
| Gerard Mach                                                   | 200 m           | 22,16    | 2.       | 20.      | 22,12            | 4.               | 20.*             | kiesett  | kiesett  | kiesett  | kiesett   | kiesett  |
| Gerard Mach                                                   | 400 m           | 48,64    | 2.       | 18.      | nem állt rajthoz | nem állt rajthoz | nem állt rajthoz | kiesett  | kiesett  | kiesett  | kiesett   | kiesett  |
| Zdobysław Stawczyk                                            | 200 m           | 22,22    | 2.       | 23.      | 22,12            | 4.               | 20.*             | kiesett  | kiesett  | kiesett  | kiesett   | kiesett  |
| Roman Korban                                                  | 800 m           | 1:54,7   | 4.       | 28.      |                  |                  |                  | kiesett  | kiesett  | kiesett  | kiesett   | kiesett  |
| Edmund Potrzebowski                                           | 800 m           | 1:52,6   | 2.       | 9.       |                  |                  |                  | 1:54,03  | 5.       | 17.      | kiesett   | kiesett  |
| Edmund Potrzebowski                                           | 1500 m          | 3:56,91  | 6.       | 34.      |                  |                  |                  | kiesett  | kiesett  | kiesett  | kiesett   | kiesett  |
| Mieczysław Długoborski                                        | 1500 m          | 3:57,70  | 6.       | 36.      |                  |                  |                  | kiesett  | kiesett  | kiesett  | kiesett   | kiesett  |
| Stefan Lewandowski                                            | 1500 m          | 4:00,87  | 7.       | 40.      |                  |                  |                  | kiesett  | kiesett  | kiesett  | kiesett   | kiesett  |
| Alojzy Graj                                                   | 5000 m          | 14:30,0  | 7.       | 18.      |                  |                  |                  |          |          |          | kiesett   | kiesett  |
| Jan Kielas                                                    | 3000 m akadály  | 9:15,62  | 7.       | 18.      |                  |                  |                  |          |          |          | kiesett   | kiesett  |
| Winand Osiński                                                | Maraton         |          |          |          |                  |                  |                  |          |          |          | 2:54:38,2 | 47.      |
| Dominik Sucheński Zygmunt Buhl Zdobysław Stawczyk Emil Kiszka | 4 × 100 m váltó | 42,00    | 3.       | 11.      |                  |                  |                  | 41,91    | 5.       | 9.       | kiesett   | kiesett  |

| Versenyző              | Versenyszám   | Selejtező | Selejtező | Döntő    | Döntő    |
| Versenyző              | Versenyszám   | Eredmény  | Helyezés  | Eredmény | Helyezés |
| ---------------------- | ------------- | --------- | --------- | -------- | -------- |
| Zenon Ważny            | Rúdugrás      | 380 cm    | 22.**     | kiesett  | kiesett  |
| Henryk Grabowski       | Távolugrás    | 677 cm    | 21.       | kiesett  | kiesett  |
| Stanisław Kowal        | Hármasugrás   | 14,03 m   | 28.       | kiesett  | kiesett  |
| Zygfryd Weinberg       | Hármasugrás   | 14,65 m   | 9.        | 14,76 m  | 10.      |
| Tadeusz Krzyżanowski   | Súlylökés     | 14,90 m   | 11.       | 15,08 m  | 10.      |
| Zbigniew Radziwonowicz | Gerelyhajítás | 61,56 m   | 20.       | kiesett  | kiesett  |
| Janusz Sidło           | Gerelyhajítás | 62,16 m   | 18.       | kiesett  | kiesett  |

Női
| Versenyző                                                      | Versenyszám     | Előfutam | Előfutam | Előfutam | Negyeddöntő | Negyeddöntő | Negyeddöntő | Elődöntő | Elődöntő | Elődöntő | Döntő   | Döntő    |
| Versenyző                                                      | Versenyszám     | Idő      | Hely.    | Össz.    | Idő         | Hely.       | Össz.       | Idő      | Hely.    | Össz.    | Idő     | Helyezés |
| -------------------------------------------------------------- | --------------- | -------- | -------- | -------- | ----------- | ----------- | ----------- | -------- | -------- | -------- | ------- | -------- |
| Elżbieta Bocian                                                | 100 m           | 13,10    | 4.       | 47.*     | kiesett     | kiesett     | kiesett     | kiesett  | kiesett  | kiesett  | kiesett | kiesett  |
| Maria Arndt                                                    | 200 m           | 26,29    | 6.       | 33.      |             |             |             | kiesett  | kiesett  | kiesett  | kiesett | kiesett  |
| Genowefa Minicka                                               | 200 m           | 26,17    | 4.       | 32.      |             |             |             | kiesett  | kiesett  | kiesett  | kiesett | kiesett  |
| Eulalia Szwajkowska                                            | 200 m           | 25,60    | 1.       | 21.      |             |             |             | 25,45    | 6.       | 11.      | kiesett | kiesett  |
| Maria Arndt Maria Ilwicka Genowefa Minicka Eulalia Szwajkowska | 4 × 100 m váltó | 48,21    | 4.       | 12.      |             |             |             |          |          |          | kiesett | kiesett  |

| Versenyző           | Versenyszám   | Selejtező | Selejtező | Döntő    | Döntő    |
| Versenyző           | Versenyszám   | Eredmény  | Helyezés  | Eredmény | Helyezés |
| ------------------- | ------------- | --------- | --------- | -------- | -------- |
| Elżbieta Krzesińska | Távolugrás    | 543 cm    | 18.       | 565 cm   | 12.      |
| Maria Ilwicka       | Távolugrás    | 509 cm    | 32.       | kiesett  | kiesett  |
| Magdalena Breguła   | Súlylökés     | 13,05 m   | 6.        | 12,93 m  | 10.      |
| Elżbieta Krysińska  | Súlylökés     | 11,50 m   | 16.       | kiesett  | kiesett  |
| Maria Ciach         | Gerelyhajítás | 39,96 m   | 12.       | 44,31 m  | 7.       |

* - egy másik versenyzővel azonos időt ért el

** - két másik versenyzővel azonos eredményt ért el

## Birkózás
Kötöttfogású
| Versenyző          | Versenyszám | 1. forduló                  | 2. forduló                   | 3. forduló                        | 4. forduló        | 5. forduló        | 6. forduló        | 7. forduló        | Helyezés |
| Versenyző          | Versenyszám | Ellenfél Eredmény           | Ellenfél Eredmény            | Ellenfél Eredmény                 | Ellenfél Eredmény | Ellenfél Eredmény | Ellenfél Eredmény | Ellenfél Eredmény | Helyezés |
| ------------------ | ----------- | --------------------------- | ---------------------------- | --------------------------------- | ----------------- | ----------------- | ----------------- | ----------------- | -------- |
| Rudolf Toboła      | 57 kg       | Artyom Tyerjan (URS) · 4:53 | Pietro Lombardi (ITA) · 0-3  | kiesett                           | kiesett           | kiesett           | kiesett           | kiesett           | 12.      |
| Ernest Gondzik     | 62 kg       | Bela Torma (YUG) · 2-1      | Francisc Horvath (ROU) · 2-1 | Polyák Imre (HUN) · 0-3           | kiesett           | kiesett           | kiesett           |                   | 8.       |
| Zbigniew Szajewski | 67 kg       | André Verdaine (FRA) · 0-3  | Aristides Pérez (GUA) · 0:30 | Mikuláš Athanasov (TCH) · feladta | kiesett           | kiesett           | kiesett           | kiesett           | 10.      |
| Antoni Gołaś       | 73 kg       | Ahmet Şenol (TUR) · 0-3     | Semyon Marushkin (URS) · 0-3 | kiesett                           | kiesett           | kiesett           | kiesett           |                   | 13.      |
| Jerzy Gryt         | 79 kg       | Nyikolaj Belov (URS) · 2:17 | Németi Gyula (HUN) · 8:26    | kiesett                           | kiesett           | kiesett           |                   |                   | 9.       |

## Evezés
| Versenyző                                                                   | Versenyszám              | Előfutam | Előfutam | Vigaszág | Vigaszág | Elődöntő | Elődöntő | Vigaszág | Vigaszág | Döntő   | Döntő   |
| Versenyző                                                                   | Versenyszám              | Idő      | Hely.    | Idő      | Hely.    | Típus    | Idő      | Hely.    | Típus    | Idő     | Hely.   |
| --------------------------------------------------------------------------- | ------------------------ | -------- | -------- | -------- | -------- | -------- | -------- | -------- | -------- | ------- | ------- |
| Teodor Kocerka                                                              | Egypárevezős             | 7:59,5   | 2.       |          |          | 9:10,6   | 4.       | 7:41,8   | 1.       | 8:19,4  |         |
| Jan Świątkowski Stanisław Wieśniak                                          | Kormányos nélküli kettes | kizárták | kizárták | 7:39,7   | 2.       | kiesett  | kiesett  | kiesett  | kiesett  | kiesett | kiesett |
| Czesław Lorenc Romuald Thomas Zdzisław Michalski                            | Kormányos kettes         | 7:59,8   | 2.       |          |          | 8:12,1   | 3.       | 8:00,9   | 2.       | kiesett | kiesett |
| Edward Schwarzer Zbigniew Schwarzer Henryk Jagodziński Zbigniew Żarnowiecki | Kormányos nélküli négyes | 6:43,0   | 3.       | 6:45,9   | 1.       |          |          | 6:43,0   | 1.       | 7:28,2  | 5.      |

## Gyeplabda
- Alfons Flinik
- Antoni Adamski
- Bronisław Pawlicki
- Eugeniusz Czajka
- Jan Flinik
- Jan Małkowiak
- Maksymilian Małkowiak
- Narcyz Maciaszczyk
- Ryszard Marzec
- Zdzisław Wojdylak
- Henryk Flinik
- Tadeusz Adamski
- Jerzy Siankiewicz
- Zdzisław Starzyński

Selejtező
| 1952. július 16. 18:00 | Németország (GER) | 7 – 2 | Lengyelország (POL) |  |
| 1952. július 16. 18:00 | (1 – 2)           |       |                     |  |

Az 5–12. helyért
| 1952. július 22. 17:00 | Lengyelország (POL) | 1 – 0 | Belgium (BEL) |  |
| 1952. július 22. 17:00 | (0 – 0)             |       |               |  |

Az 5–8. helyért
| 1952. július 23. 19:00 | Lengyelország (POL) | 1 – 0 | Svájc (SUI) |  |
| 1952. július 23. 19:00 | (0 – 0)             |       |             |  |

Az 5. helyért
| 1952. július 25. 19:00 | Németország (GER) | 4 – 0 | Lengyelország (POL) |  |
| 1952. július 25. 19:00 | (3 – 0)           |       |                     |  |

| Csapat        | Helyezés |
| ------------- | -------- |
| Lengyelország | 6.       |

## Labdarúgás
- Czesław Suszczyk
- Ewald Cebula
- Edward Szymkowiak
- Gerard Cieślik
- Henryk Alszer
- Hubert Banisz
- Jan Wiśniewski
- Jerzy Krasówka
- Józef Mamoń
- Kazimierz Kaszuba
- Kazimierz Trampisz
- Paweł Sobek
- Tomasz Stefaniszyn
- Władysław Gędłek
- Zdzisław Bieniek

Selejtező
| 1952. július 15. |

| Lengyelország             | 2–1               | Franciaország |
| ------------------------- | ----------------- | ------------- |
| Trampisz 31' Krasówka 49' | (1–1) Jegyzőkönyv | Leblond 30'   |

| Lahti stadion, Lahti Játékvezető: Karel van der Meer (holland) |

Nyolcaddöntő
| 1952. július 21. |

| Dánia                   | 2–0               | Lengyelország |
| ----------------------- | ----------------- | ------------- |
| Seebach 17' Nielsen 69' | (1–0) Jegyzőkönyv |               |

| Kupittaa stadion, Turku Nézőszám: 8 000 Játékvezető: Finn Balstad (norvég) |

| Csapat        | Helyezés |
| ------------- | -------- |
| Lengyelország | 9.       |

## Ökölvívás
| Versenyző           | Versenyszám   | Selejtező                     | Nyolcaddöntő                    | Negyeddöntő                 | Elődöntő                      | Döntő                           | Helyezés |
| Versenyző           | Versenyszám   | Ellenfél Eredmény             | Ellenfél Eredmény               | Ellenfél Eredmény           | Ellenfél Eredmény             | Ellenfél Eredmény               | Helyezés |
| ------------------- | ------------- | ----------------------------- | ------------------------------- | --------------------------- | ----------------------------- | ------------------------------- | -------- |
| Henryk Kukier       | Légsúly       | Edgar Basel (GER) · 0-3       | kiesett                         | kiesett                     | kiesett                       | kiesett                         | 16.      |
| Henryk Niedźwiedzki | Harmatsúly    | Ron Gower (AUS) · TKO         | Pentti Hämäläinen (FIN) · 0-3   | kiesett                     | kiesett                       | kiesett                         | 9.       |
| Lech Drogosz        | Pehelysúly    | Nyein Nil Ba (BIR) · 3-0      | Pedro Galasso (BRA) · 3-0       | Sergio Caprari (ITA) · 0-3  | kiesett                       | kiesett                         | 5.       |
| Aleksy Antkiewicz   | Könnyűsúly    | Benjamin Enríquez (PHI) · 3-0 | Hans-Werner Wohlers (GER) · 3-0 | Freddie Reardon (GBR) · 3-0 | Gheorghe Fiat (ROU) · feladta | Aureliano Bolognesi (ITA) · 1-2 |          |
| Leszek Kudłacik     | Kisváltósúly  | René Weissmann (FRA) · 1-2    | kiesett                         | kiesett                     | kiesett                       | kiesett                         | 17.      |
| Zygmunt Chychła     | Váltósúly     | Pierre Wouters (BEL) · 3-0    | José Dávalos (MEX) · 3-0        | Július Torma (TCH) · 2-1    | Günther Heidemann (GER) · 2-1 | Szergej Scserbakov (URS) · 3-0  |          |
| Jerzy Krawczyk      | Nagyváltósúly |                               | Borisz Tyisin (URS) · TKO       | kiesett                     | kiesett                       | kiesett                         | 9.       |
| Henryk Nowara       | Középsúly     | Muhammad Khan (PAK) · 1-2     | kiesett                         | kiesett                     | kiesett                       | kiesett                         | 17.      |
| Tadeusz Grzelak     | Félnehézsúly  |                               | Franz Pfitscher (AUT) · 3-0     | Norvel Lee (USA) · 0-3      | kiesett                       | kiesett                         | 5.       |
| Antoni Gościański   | Nehézsúly     | Algirdas Šocikas (URS) · TKO  | kiesett                         | kiesett                     | kiesett                       | kiesett                         | 16.      |

## Sportlövészet
| Versenyző             | Versenyszám | Eredmény | Helyezés |
| --------------------- | ----------- | -------- | -------- |
| Olgierd Darżynkiewicz | Trap        | 181      | 20.      |
| Józef Kiszkurno       | Trap        | 185      | 9.       |

## Súlyemelés
| Versenyző         | Versenyszám | Nyomás   | Nyomás   | Szakítás | Szakítás | Lökés    | Lökés    | Összesen | Helyezés |
| Versenyző         | Versenyszám | Eredmény | Helyezés | Eredmény | Helyezés | Eredmény | Helyezés | Összesen | Helyezés |
| ----------------- | ----------- | -------- | -------- | -------- | -------- | -------- | -------- | -------- | -------- |
| Augustyn Dziedzic | 56 kg       | 70,0     | 16.*     | 80,0     | 13.*     | 95,0     | 17.      | 245,0    | 17.      |
| Henryk Skowronek  | 60 kg       | 77,5     | 22.      | 85,0     | 19.*     | 110,0    | 18.**    | 272,5    | 21.      |
| Edward Ścigała    | 67,5 kg     | 80,0     | 23.*     | 90,0     | 22.*     | 120,0    | 17.*     | 290,0    | 21.      |
| Czesław Białas    | 82,5 kg     | 87,5     | 22.      | 107,5    | 14.**    | 130,0    | 20.      | 325,0    | 19.      |

* - egy másik versenyzővel azonos eredményt ért el

** - három másik versenyzővel azonos eredményt ért el

## Torna
Férfi
| Versenyző | Versenyszám      | Eredmény | Helyezés   |
| --- | ---------------- | -------- | ---------- |
| Paweł Gaca | Talaj            | 17,30    | 89.**      |
| Paweł Gaca | Ugrás            | 18,20    | 73.*****   |
| Paweł Gaca | Korlát           | 17,90    | 74.******  |
| Paweł Gaca | Nyújtó           | 17,75    | 67.**      |
| Paweł Gaca | Gyűrű            | 10,35    | 180.       |
| Paweł Gaca | Lólengés         | 17,80    | 55.*       |
| Paweł Gaca | Egyéni összetett | 99,30    | 113.       |
| Paweł Gawron                                                                                                   | Talaj            | 16,60    | 119.*      |
| Paweł Gawron                                                                                                   | Ugrás            | 13,50    | 177.       |
| Paweł Gawron                                                                                                   | Korlát           | 17,85    | 81.****    |
| Paweł Gawron                                                                                                   | Nyújtó           | 17,45    | 79.***     |
| Paweł Gawron                                                                                                   | Gyűrű            | 16,70    | 117.*      |
| Paweł Gawron                                                                                                   | Lólengés         | 17,70    | 63.*       |
| Paweł Gawron                                                                                                   | Egyéni összetett | 99,80    | 109.       |
| Jerzy Jokiel                                                                                                   | Talaj            | 19,15    | *          |
| Jerzy Jokiel                                                                                                   | Ugrás            | 16,65    | 153.**     |
| Jerzy Jokiel                                                                                                   | Korlát           | 17,10    | 116.*      |
| Jerzy Jokiel                                                                                                   | Nyújtó           | 17,30    | 87.*       |
| Jerzy Jokiel                                                                                                   | Gyűrű            | 16,00    | 131.****   |
| Jerzy Jokiel                                                                                                   | Lólengés         | 12,80    | 158.*      |
| Jerzy Jokiel                                                                                                   | Egyéni összetett | 99,00    | 117.       |
| Ryszard Kucjas                                                                                                 | Talaj            | 17,30    | 89.**      |
| Ryszard Kucjas                                                                                                 | Ugrás            | 17,35    | 128.****** |
| Ryszard Kucjas                                                                                                 | Korlát           | 17,20    | 115.       |
| Ryszard Kucjas                                                                                                 | Nyújtó           | 16,35    | 119.*      |
| Ryszard Kucjas                                                                                                 | Gyűrű            | 17,35    | 102.*      |
| Ryszard Kucjas                                                                                                 | Lólengés         | 13,30    | 155.       |
| Ryszard Kucjas                                                                                                 | Egyéni összetett | 98,85    | 118.       |
| Zdzisław Lesiński                                                                                              | Talaj            | 16,90    | 105.*      |
| Zdzisław Lesiński                                                                                              | Ugrás            | 17,35    | 128.****** |
| Zdzisław Lesiński                                                                                              | Korlát           | 14,85    | 165.       |
| Zdzisław Lesiński                                                                                              | Nyújtó           | 16,10    | 127.*      |
| Zdzisław Lesiński                                                                                              | Gyűrű            | 18,30    | 53.****    |
| Zdzisław Lesiński                                                                                              | Lólengés         | 16,05    | 108.       |
| Zdzisław Lesiński                                                                                              | Egyéni összetett | 99,55    | 111.       |
| Szymon Sobala                                                                                                  | Talaj            | 17,90    | 55.***     |
| Szymon Sobala                                                                                                  | Ugrás            | 17,15    | 140.       |
| Szymon Sobala                                                                                                  | Korlát           | 18,15    | 57.**      |
| Szymon Sobala                                                                                                  | Nyújtó           | 17,85    | 63.**      |
| Szymon Sobala                                                                                                  | Gyűrű            | 18,00    | 69.**      |
| Szymon Sobala                                                                                                  | Lólengés         | 17,90    | 51.*       |
| Szymon Sobala                                                                                                  | Egyéni összetett | 106,95   | 60.        |
| Jerzy Solarz                                                                                                   | Talaj            | 18,30    | 35.*       |
| Jerzy Solarz                                                                                                   | Ugrás            | 16,05    | 162.*      |
| Jerzy Solarz                                                                                                   | Korlát           | 17,45    | 107.**     |
| Jerzy Solarz                                                                                                   | Nyújtó           | 9,50     | 178.       |
| Jerzy Solarz                                                                                                   | Gyűrű            | 15,30    | 154.*      |
| Jerzy Solarz                                                                                                   | Lólengés         | 15,70    | 114.*      |
| Jerzy Solarz                                                                                                   | Egyéni összetett | 92,30    | 148.       |
| Paweł Świętek                                                                                                  | Talaj            | 17,70    | 66.**      |
| Paweł Świętek                                                                                                  | Ugrás            | 15,95    | 164.       |
| Paweł Świętek                                                                                                  | Korlát           | 17,75    | 87.******  |
| Paweł Świętek                                                                                                  | Nyújtó           | 15,10    | 148.*      |
| Paweł Świętek                                                                                                  | Gyűrű            | 17,90    | 73.***     |
| Paweł Świętek                                                                                                  | Lólengés         | 16,50    | 95.        |
| Paweł Świętek                                                                                                  | Egyéni összetett | 100,90   | 101.*      |
| Szymon Sobala Paweł Świętek Paweł Gawron Zdzisław Lesiński Paweł Gaca Jerzy Jokiel Ryszard Kucjas Jerzy Solarz | Csapat összetett | 529,10   | 13.        |

Női
| Versenyző | Versenyszám      | Eredmény | Helyezés |
| --- | ---------------- | -------- | -------- |
| Dorota Horzonek | Talaj            | 17,36    | 77.      |
| Dorota Horzonek | Ugrás            | 17,49    | 79.*     |
| Dorota Horzonek | Felemás korlát   | 15,76    | 112.*    |
| Dorota Horzonek | Gerenda          | 16,96    | 79.*     |
| Dorota Horzonek | Egyéni összetett | 67,57    | 86.      |
| Zofia Kowalczyk | Talaj            | 17,69    | 51.      |
| Zofia Kowalczyk | Ugrás            | 17,29    | 93.      |
| Zofia Kowalczyk | Felemás korlát   | 16,92    | 78.      |
| Zofia Kowalczyk | Gerenda          | 17,30    | 56.***   |
| Zofia Kowalczyk | Egyéni összetett | 69,20    | 67.      |
| Urszula Łukomska | Talaj            | 17,12    | 86.      |
| Urszula Łukomska | Ugrás            | 15,62    | 121.*    |
| Urszula Łukomska | Felemás korlát   | 17,80    | 35.*     |
| Urszula Łukomska | Gerenda          | 12,36    | 132.     |
| Urszula Łukomska | Egyéni összetett | 62,90    | 123.     |
| Honorata Marcińczak | Talaj            | 17,00    | 93.      |
| Honorata Marcińczak | Ugrás            | 17,36    | 86.****  |
| Honorata Marcińczak | Felemás korlát   | 17,46    | 51.*     |
| Honorata Marcińczak | Gerenda          | 17,03    | 76.      |
| Honorata Marcińczak | Egyéni összetett | 68,85    | 69.      |
| Helena Rakoczy | Talaj            | 18,29    | 18.      |
| Helena Rakoczy | Ugrás            | 18,79    | 7.*      |
| Helena Rakoczy | Felemás korlát   | 16,00    | 104.*    |
| Helena Rakoczy | Gerenda          | 17,66    | 39.*     |
| Helena Rakoczy | Egyéni összetett | 70,74    | 43.      |
| Stefania Reindl | Talaj            | 18,06    | 26.*     |
| Stefania Reindl | Ugrás            | 18,46    | 18.*     |
| Stefania Reindl | Felemás korlát   | 17,86    | 29.*     |
| Stefania Reindl | Gerenda          | 16,53    | 94.*     |
| Stefania Reindl | Egyéni összetett | 70,91    | 38.*     |
| Stefania Świerzy | Talaj            | 18,16    | 22.      |
| Stefania Świerzy | Ugrás            | 18,46    | 18.*     |
| Stefania Świerzy | Felemás korlát   | 17,30    | 61.*     |
| Stefania Świerzy | Gerenda          | 17,76    | 35.      |
| Stefania Świerzy | Egyéni összetett | 71,68    | 27.      |
| Barbara Ślizowska | Talaj            | 17,89    | 37.***   |
| Barbara Ślizowska | Ugrás            | 15,29    | 125.     |
| Barbara Ślizowska | Felemás korlát   | 17,76    | 38.*     |
| Barbara Ślizowska | Gerenda          | 17,20    | 65.      |
| Barbara Ślizowska | Egyéni összetett | 68,14    | 76.      |
| Stefania Świerzy Stefania Reindl Helena Rakoczy Zofia Kowalczyk Honorata Marcińczak Barbara Ślizowska Dorota Horzonek Urszula Łukomska | Kéziszer csapat  | 64,20    | 14.      |
| Stefania Świerzy Stefania Reindl Helena Rakoczy Zofia Kowalczyk Honorata Marcińczak Barbara Ślizowska Dorota Horzonek Urszula Łukomska | Csapat összetett | 483,72   | 8.       |

* - egy másik versenyzővel azonos eredményt ért el

** - két másik versenyzővel azonos eredményt ért el

*** - három másik versenyzővel azonos eredményt ért el

**** - négy másik versenyzővel azonos eredményt ért el

***** - öt másik versenyzővel azonos eredményt ért el

****** - hat másik versenyzővel azonos eredményt ért el

## Úszás
Férfi
| Versenyző                                                           | Versenyszám     | Előfutam | Előfutam | Előfutam | Elődöntő | Elődöntő | Elődöntő | Döntő   | Döntő    |
| Versenyző                                                           | Versenyszám     | Idő      | Hely.    | Össz.    | Idő      | Hely.    | Össz.    | Idő     | Helyezés |
| ------------------------------------------------------------------- | --------------- | -------- | -------- | -------- | -------- | -------- | -------- | ------- | -------- |
| Jerzy Boniecki                                                      | 100 m hát       | 1:13,4   | 6.       | 31.      | kiesett  | kiesett  | kiesett  | kiesett | kiesett  |
| Gotfryd Gremlowski                                                  | 400 m gyors     | 4:49,0   | 3.       | 13.      | 4:47,4   | 6.       | 13.      | kiesett | kiesett  |
| Gotfryd Gremlowski                                                  | 1500 m gyors    | 19:17,5  | 2.       | 10.      |          |          |          | kiesett | kiesett  |
| Marek Petrusewicz                                                   | 200 m mell      | 2:44,0   | 3.       | 19.      | kiesett  | kiesett  | kiesett  | kiesett | kiesett  |
| Gotfryd Gremlowski Antoni Tołkaczewski Józef Lewicki Jerzy Boniecki | 4 × 200 m gyors | 9:13,7   | 5.       | 12.      |          |          |          | kiesett | kiesett  |

Női
| Versenyző       | Versenyszám | Előfutam | Előfutam | Előfutam | Elődöntő | Elődöntő | Elődöntő | Döntő   | Döntő    |
| Versenyző       | Versenyszám | Idő      | Hely.    | Össz.    | Idő      | Hely.    | Össz.    | Idő     | Helyezés |
| --------------- | ----------- | -------- | -------- | -------- | -------- | -------- | -------- | ------- | -------- |
| Irena Milnikiel | 100 m hát   | 1:25,5   | 6.       | 19.      |          |          |          | kiesett | kiesett  |
| Aleksandra Mróz | 200 m mell  | kizárták | kizárták | kizárták | kiesett  | kiesett  | kiesett  | kiesett | kiesett  |

## Vívás
Férfi
| Versenyző                                                                      | Versenyszám       | 1. forduló | 1. forduló | 2. forduló | 2. forduló | Elődöntő | Elődöntő | Döntő               | Döntő   |
| Versenyző                                                                      | Versenyszám       | Ellenfelek Eredmény | Hely.      | Ellenfelek Eredmény | Hely.      | Ellenfelek Eredmény | Hely.    | Ellenfelek Eredmény | Hely.   |
| ------------------------------------------------------------------------------ | ----------------- | --- | ---------- | --- | ---------- | --- | -------- | ------------------- | ------- |
| Jerzy Pawłowski                                                                | Tőr, egyéni       | Paul Valcke (BEL) · Yulen Uralov (URS) · Daniel Bukantz (USA) · Heikki Raitio (FIN) · Günther Knödler (SAA) · Abelardo Menéndez (CUB) · 3-2 (18)                          | 4.         | Giancarlo Bergamini (ITA) · Mahmoud Younes (EGY) · Albie Axelrod (USA) · Kurt Lindeman (FIN) · Félix Galimi (ARG) · Sergio Iesi (URU) · 3-3 (26)                                                     | 4.         | kiesett | kiesett  | kiesett             | kiesett |
| Jerzy Pawłowski                                                                | Kard, egyéni      | François Heywaert (BEL) · Ivan Manayenko (URS) · Raimondo Carnera (DEN) · Ernst Rau (SAA) · John Fethers (AUS) · Rafael Cámara (MEX) · Gustavo Gutiérrez (VEN) · 5-1 (22) | 1.**       | Jacques Lefèvre (FRA) · Gastone Darè (ITA) · Hubert Loisel (AUT) · Fathallah Abdel Rahman (EGY) · Henry Nordin (SWE) · Bob Anderson (GBR) · Jules Amez-Droz (SUI) · 4-2 (21)                         | 2.*        | Kovács Pál (HUN) · Vincenzo Pinton (ITA) · Gustave Ballister (BEL) · Hubert Loisel (AUT) · Jean Levavasseur (FRA) · 1-4 (24)       | 6.       | kiesett             | kiesett |
| Jerzy Twardokens                                                               | Tőr, egyéni       | André Verhalle (BEL) · René Paul (GBR) · Fulvio Galimi (ARG) · Kurt Wahl (GER) · Maki Sinicsi (JPN) · Rubén Soberón (GUA) · 4-1 (16)                                      | 2.*        | Manlio Di Rosa (ITA) · Salah Dessouki (EGY) · Bo Eriksson (SWE) · Raymond Paul (GBR) · Mark Midler (URS) · 2-3 (20)                                                                                  | 4.         | kiesett | kiesett  | kiesett             | kiesett |
| Adam Krajewski                                                                 | Párbajtőr, egyéni | Antonio Haro (MEX) · Erkki Kerttula (FIN) · Sákovics József (HUN) · Alfred Eriksen (NOR) · Robert Henrion (BEL) · Gustavo Gutiérrez (VEN) · Eduardo López (GUA) · 5-1 (8) | 1.         | Émile Gretsch (LUX) · Rolf Wiik (FIN) · Mogens Lüchow (DEN) · Carl Forssell (SWE) · Ghislain Delaunois (BEL) · Berzsenyi Barnabás (HUN) · Ronald Parfitt (GBR) · 3-5 (20)                            | 8.         | kiesett | kiesett  | kiesett             | kiesett |
| Andrzej Przeździecki                                                           | Párbajtőr, egyéni | Mogens Lüchow (DEN) · Jean-Baptiste Maquet (BEL) · Ed Vebell (USA) · Edward Brooke (CAN) · Santiago Massini (ARG) · Zoltan Uray (ROU) · Charles Stanmore (AUS) · 3-4 (15) | 4.         | Fathallah Abdel Rahman (EGY) · Carlo Pavesi (ITA) · Léon Buck (LUX) · René Dybker (DEN) · Paul Barth (SUI) · Johan von Koss (NOR) · Ivan Lund (AUS) · Carlos Dias (POR) · 2-5 (19)                   | 7.         | kiesett | kiesett  | kiesett             | kiesett |
| Wojciech Rydz                                                                  | Párbajtőr, egyéni | Rerrich Béla (HUN) · Allan Jay (GBR) · César Pekelman (BRA) · Yury Deksbakh (URS) · Vasile Chelaru (ROU) · Giovanni Bertorelli (VEN) · Patrick Duffy (IRL) · 4-3 (14)     | 4.         | Dario Mangiarotti (ITA) · Sven Fahlman (SWE) · Jean-Baptiste Maquet (BEL) · René Bougnol (FRA) · Antonio Haro (MEX) · César Pekelman (BRA) · Nicolae Marinescu (ROU) · Álvaro Pinto (POR) · 2-5 (17) | 8.         | kiesett | kiesett  | kiesett             | kiesett |
| Leszek Suski                                                                   | Kard, egyéni      | Hubert Loisel (AUT) · Edgardo Pomini (ARG) · Ion Santo (ROU) · Ivan Ruben (DEN) · Umberto Menegalli (SUI) · Olaf Sandner (VEN) · Ivan Lund (AUS) · 4-3 (22)               | 2.         | Gerevich Aladár (HUN) · Ivan Manayenko (URS) · Renzo Nostini (ITA) · Palle Frey (DEN) · Antonio Haro (MEX) · José D'Andrea (ARG) · Allan Kwartler (USA) · 5-2 (20)                                   | 2.         | Jacques Lefèvre (FRA) · Werner Plattner (AUT) · Berczelly Tibor (HUN) · Adalbert Gurath (ROU) · François Heywaert (BEL) · 1-3 (18) | 5.       | kiesett             | kiesett |
| Wojciech Zabłocki                                                              | Kard, egyéni      | William Beatley (GBR) · Willy Fascher (GER) · Werner Plattner (AUT) · Estevão Molnar (BRA) · Karl Bach (SAA) · Jock Gibson (AUS) · João Pessanha (POR) · 6-1 (20)         | 1.         | Kovács Pál (HUN) · Werner Plattner (AUT) · Gustave Ballister (BEL) · Adalbert Gurath (ROU) · George Worth (USA) · Lev Kuznetsov (URS) · Edgardo Pomini (ARG) · 2-5 (30)                              | 7.         | kiesett | kiesett  | kiesett             | kiesett |
| Andrzej Przeździecki Wojciech Rydz Jan Nawrocki Adam Krajewski Zygmunt Grodner | Párbajtőr, csapat | Svédország (SWE) · 0-9 · Nagy-Britannia (GBR) · 6-10 | 3.         | kiesett | kiesett    | kiesett | kiesett  | kiesett             | kiesett |
| Jerzy Twardokens Leszek Suski Jerzy Pawłowski Wojciech Zabłocki Zygmunt Pawlas | Kard, csapat      | Franciaország (FRA) · 6-1 · Románia (ROU) · 8-8 | 1.         | Egyiptom (EGY) · 10-6 | 1.*        | Olaszország (ITA) · 4-11 · Egyesült Államok (USA) · 6-10                                                                           | 4.       | kiesett             | kiesett |

Női
| Versenyző        | Versenyszám | 1. forduló | 1. forduló | 2. forduló | 2. forduló | Elődöntő            | Elődöntő | Döntő               | Döntő   |
| Versenyző        | Versenyszám | Ellenfelek Eredmény | Hely.      | Ellenfelek Eredmény | Hely.      | Ellenfelek Eredmény | Hely.    | Ellenfelek Eredmény | Hely.   |
| ---------------- | ----------- | --- | ---------- | --- | ---------- | ------------------- | -------- | ------------------- | ------- |
| Irena Nawrocka   | Tőr, egyéni | Silvia Strukel (ITA) · Mary Glen-Haig (GBR) · Polly Craus (USA) · Hedwig Rieder (SUI) · Kate Mahaut (DEN) · 3-1 (7)                                     | 1.         | Jan York-Romary (USA) · Renée Garilhe (FRA) · Ellen Müller-Preis (AUT) · Mary Glen-Haig (GBR) · Elsa Irigoyen (ARG) · 2-3 (18) | 5.         | kiesett             | kiesett  | kiesett             | kiesett |
| Maria Sołtan     | Tőr, egyéni | Lilo Allgayer (GER) · Elek Margit (HUN) · Renée Garilhe (FRA) · Gillian Sheen (GBR) · Velleda Cesari (ITA) · 1-4 (17)                                   | 6.         | kiesett | kiesett    | kiesett             | kiesett  | kiesett             | kiesett |
| Wanda Włodarczyk | Tőr, egyéni | Karen Lachmann (DEN) · Irene Camber-Corno (ITA) · Patricia Buller (GBR) · Nadezhda Shitikova (URS) · Maggie Kalka (FIN) · Ursula Selle (VEN) · 1-5 (21) | 7.         | kiesett | kiesett    | kiesett             | kiesett  | kiesett             | kiesett |

* - egy másik versenyzővel/csapattal azonos eredményt ért el

** - két másik versenyzővel azonos eredményt ért el